# ガス・スタティラス
ガス・P・スタティラス（Gus P. Statiras、1922年7月6日 - 2004年4月2日）は、レコード会社経営者、音楽プロデューサーで、短期間だけガス・グラント (Gus Grant) という変名を名乗りニューヨークでラジオのディスクジョッキーもしていた。
スタティラスはプログレッシブ・レコードを設立し、1950年代にジャズのレコードを制作、配給した。彼が設立したレーベルは、その後の20年間に、2回売却され、1970年代から1980年代にかけては日本企業の支援を受けて再びスタティラスの下で独立レーベルとして再興された。スタティラスは再びそのレーベルも売却し、新たにジャズオロジー・レコード傘下で、自身のレーベルを立ち上げた。

## 経歴
スタティラスは、ギリシャ系移民の子として、ニュージャージー州ジャージーシティに生まれた。彼の父親は、ニューヨークで昼食用の軽食を出す屋台をいくつか所有していた。ジャズ・ギタリストのマーティ・グロスは、ジャズハウス (Jazzhouse) に「ガスを気に入らないなんでできなかったよ、とても熱心でチャーミングな奴だったからね (You couldn't help but like Gus because he was so enthusiastic and charming) と語った
彼は、世界恐慌の時期にジャズを愛好するようになった。1937年には、学校をサボってニューヨークのパラマウント・シアターでおこなわれたベニー・グッドマンのビッグバンド公演を観に行った。やがてスタティラスは、マンハッタンのコモドア・レコード・ショップのオーナーだったミルト・ゲイブラーの下で働くようになった。
映画女優グレタ・ガルボに接客していたとき、当時人気が上昇していたマレーネ・ディートリヒが店にやってきてスタティラスに話したいと言った。ディートリヒは、他人との接触を嫌っていたガルボに自分を紹介してほしいと求めた。スタティラスは、店内にいたガルボと連れを見つけ、裏口から帰して、紹介せずに済むようにした。
スタティラスは、レコード制作の手法をゲイブラーから学んだが、当時ゲイブラーはギタリストのエディー・コンドンと組んで、日曜日のジャム・セッションにミュージシャンたちを招き、その様子を録音することがよくあった。またゲイブラーは、他のレーベルがリイシューしないことを決めた音源の原盤使用権を買って、自分でリイシューするといったこともやっていた。
スタティラスは、第二次世界大戦に従軍した。彼は、妻となるエリザベス・ジェネル・デッカー (Elizabeth Genelle Decker) と、軍務についていた頃に知り合った。戦後、彼は彼女とともにジョージア州ティフトンに移り住み、ハンバーガー・スタンドなど、いくつかの仕事を手掛けようとした。やがて彼は、ジャズの中古レコードの販売を手がけるメール・オーダー・ジャズ (Mail Order Jazz) という会社を立ち上げた。彼はニューヨークやフロリダ州で、様々なパーティーや行事に顔を出した。1950年には、販売から制作へと軸足を移してプログレッシブ・レコードを設立し、ジョージ・ウォーリントンのカフェ・ボヘミアにおけるライブ・アルバム『カフェ・ボヘミアのジョージ・ウォーリントン (Live at the Café Bohemia)』のようなヒット作とともに、カレン・オファー (Cullen Offer)、ズート・シムズ、ソニー・スティットなどの作品をリリースした。
しかし、レーベルは数年後には経済的に存続が不可能になり1956年に倒産し、サヴォイ・レコードに売却され、サヴォイはプログレッシブのカタログの大部分をリイシューした。その後、サヴォイは。レーベルをプレスティッジ・レコードに売却した。1976年、日本のレコード会社テイチクなどの支援を受けたスタティラスは、プレスティッジの親会社ファンタジー・レコードからレーベルを買い戻し、再び独立レーベルとしての運営を始めた。
この維持には、リー・コニッツ・カルテットの『フィギュアー&スピリット (Figure & Spirit)』（1977年）、J・R・モンテローズ・カルテットの『ウェルカム・バック (Welcome Back)』（1979年）等をヒットさせた。
しかし、プログレッシブは、独立レーベルとして再開した活動を永続的なものとすることはできなかった。レーベルは1980年代に、スタティラスの友人でジャズオロジー・レコードのオーナーであったジョージ・バックが買い受けた。バックは、スタティラスを改めてクリエイティブ・スーパーバイザーとして雇い、サクソフォーン奏者のJ・R・モンテローズや、ピアニストのアル・ヘイグらのアルバムを生み出した。スタティラスは、カリフォルニア州出身の女性で、ストライド・ピアノ奏者だったジュディ・カーマイケルが自ら制作したものの配給元を見つけられないままになっていた、ほとんど知られていなかったアルバムを発掘して世に出したが、このアルバムはスタティラスにとって唯一のグラミー賞のノミネート作品となった。1980年代には、サブレーベルとしてスタティラス・レコードを立ち上げ、ジュディ・カーマイケルの『Jazz Piano』をはじめ、数枚のアルバムを制作した。既に二人の息子たちに先立たれていたスタティラスは、2004年4月2日に、81歳でジョージア州ミレッジビルの退役軍人のための養老施設 Georgia War Veterans Homeで死去し、後には未亡人が残された。